# Anaspida
Gli anaspidi (Anaspida) sono un gruppo di vertebrati primitivi estinti, vissuti nel Siluriano (da 430 a 410 milioni di anni fa). Non vanno confusi con gli anapsidi (Anapsida), un gruppo di rettili.

## "Pesci corazzati" senza scudo
Questi piccoli abitatori delle acque (non superavano i venti centimetri) differivano dagli altri vertebrati sprovvisti di mascelle per il loro scheletro dermico, che non formava uno scudo cefalico massiccio ("anaspidi" significa "senza scudo") anche se le loro teste erano protette da grandi placche ossee e scaglie minute. Inoltre, al contrario degli altri ostracodermi, gli anaspidi possedevano un corpo piuttosto snello e compresso lateralmente, con le aperture branchiali poste dietro gli occhi in una fila simile a quella delle lamprede.
La coda degli anaspidi è fortemente ipocerca, il che significa che la notocorda prosegue nella regione ventrale della coda. In cima alla testa, gli anaspidi possedevano un buco, che gli scienziati interpretano come un'apertura nasoipofisale simile a quella delle lamprede. Tutte queste caratteristiche hanno portato alcuni scienziati a ritenere che gli anaspidi potessero essere gli antenati delle lamprede; la filogenesi corrente, tuttavia, pone gli anaspidi più vicino all'origine degli gnatostomi. Gli anaspidi vivevano in acque marine costiere, e sono raramente rinvenuti come fossili articolati, data la fragilità del loro scheletro. I fossili più completi di questi animali sono stati rinvenuti in Norvegia e in Scozia.

## Morfologia
Tutti gli anaspidi vissero esclusivamente nel Siluriano. Sono caratterizzati dal possedere una spina triradiata appena dietro la serie di aperture branchiali. Alcune forme di incerta affinità, come Euphanerops longaevus e Jamoytius kerwoodi, sono state ascritte a questo gruppo. Entrambi questi animali mostrano una lunga serie di aperture branchiali (più di venti), e una struttura circolare intorno alla bocca, che potrebbe essere un anello di cartilagine (da qui l'affinità con le lamprede).
Alcuni anaspidi (come Lasanius, dalla forma particolarmente allungata) sono quasi sprovvisti di corazza; altri, come Pharyngolepis, possedevano un esoscheletro composto da scaglie sprovviste di dentina. L'endoscheletro era probabilmente cartilagineo e non si è conservato allo stato fossile, anche se alcune forme primitive (i già citati Jamoytius ed Endeiolepis, ad esempio) mostrano impronte di uno scheletro branchiale, forse simile a quello delle attuali lamprede. Oltre a queste forme, gli anaspidi sono rappresentati da animali relativamente primitivi come Pharyngolepis e Pterygolepis. Altre forme più specializzate sono Rhyncholepis e Birkenia, nei quali la pinna anale è ridotta o scomparsa, e le scaglie del dorso sono notevolmente ingrandite.